# Junichi Tazawa
Junichi Tazawa (田澤 純一 Tazawa Jun'ichi?, nacido el 6 de junio de 1986) es un lanzador japonés de béisbol profesional que anteriormente jugo para los Generales de Durango de la LMB, para los Miami Marlins de las Grandes Ligas con los Boston Red Sox, con los que ganó la Serie Mundial de 2013.

## Carrera profesional
En septiembre de 2008, Tazawa anunció su intención de no participar en el draft de la Liga Japonesa de Béisbol Profesional para firmar con un equipo de Grandes Ligas, por recomendación de su mánager Hideaki Okubo. Si Tazawa se hubiera unido a un equipo profesional japonés, habría tenido que esperar nueve años para convertirse en agente libre, o esperar que su equipo subastara el derecho de negociar con él.
Para evitar el conflicto entre los equipos japoneses y estadounidenses, Tazawa pidió a los primeros que no lo seleccionaran, y los 12 equipos cumplieron con la solicitud. Sin embargo, los equipos aprobaron una regla que exige que cualquier jugador aficionado que firme en el exterior se retire de dos a tres años antes de poder unirse a un equipo japonés; los jugadores de secundaria tendrían que esperar dos años, mientras que los jugadores de la universidad y las empresas tres años.

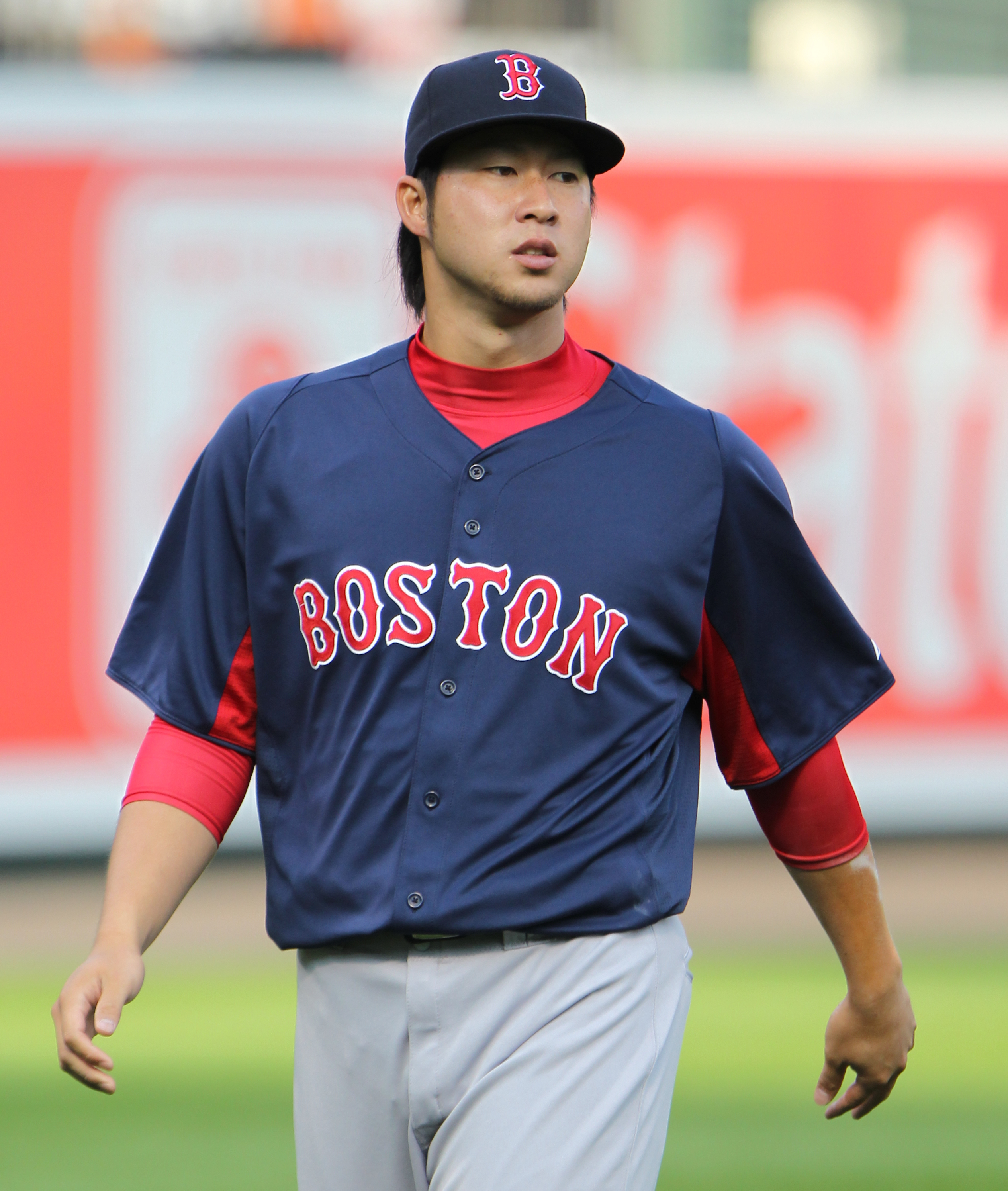
Tazawa con los Medias Rojas de Boston en 2011.

### Boston Red Sox
El 4 de diciembre de 2008, Tazawa firmó con los Medias Rojas de Boston por tres años y $3 millones. Luego de su debut en Granges Ligas el 7 de agosto de 2009, se convirtió en el tercer jugador japonés, después de Mac Suzuki y Kazuhito Tadano, en jugar en las Grandes Ligas sin jugar primero profesionalmente en Japón.
El 22 de marzo de 2009, los Medias Rojas asignaron a Tazawa a la filial de Clase AA, los Portland Sea Dogs. Después de registrar marca de 9-5 en 18 juegos iniciados con un promedio de carreras limpias (efectividad) de 2.57 con Portland, Tazawa fue ascendido a los Pawtucket Red Sox de Clase AAA el 27 de julio de 2009. Mientras estuvo con el equipo de Portland, Tazawa fue nombrado miembro del equipo de estrellas de la Eastern League, ocupó el segundo lugar por el número total de victorias, y estuvo empatado en el tercer lugar en ponches totales con 88.
El 7 de agosto de 2009, Tazawa fue llamado por los Medias Rojas luego de que el equipo colocara a John Smoltz en asignación, es decir, libre de negociar con cualquier equipo antes de ser despedido. Tazawa debutó esa noche contra los Yanquis de Nueva York en el Yankee Stadium en la entrada 14. El primer bateador al que se enfrentó fue su compatriota Hideki Matsui, a quien sacó de out. En la entrada 15, Tazawa cedió un jonrón ganador (walk off) de dos carreras a Álex Rodríguez, por lo que cargó con la derrota.
El primer juego iniciado de Tazawa en Grandes Ligas fue el 11 de agosto de 2009, contra los Tigres de Detroit. En la primera entrada golpeó al primera base Miguel Cabrera en la mano, por lo que el abridor de los Tigres, Rick Porcello, tomó represalias al intentar golpear a Víctor Martínez. En la siguiente entrada, Cabrera se vio obligado a abandonar el juego debido a que su mano continuaba molestándolo. El primer lanzamiento de Porcello en la segunda entrada golpeó a Kevin Youkilis, lo que provocó que reaccionara negativamente y provocó su expulsión del encuentro junto a Porcello. Tazawa lanzó un total de cinco entradas, ganando el juego al permitir solo una carrera y registrar seis ponches. Con su inicio, se convirtió en el segundo lanzador japonés más joven en comenzar un juego de Grandes Ligas. El segundo juego iniciado de Tazawa fue contra los Rangers de Texas, donde lanzó cinco entradas y permitió cuatro carreras, 10 hits y tres bases por bolas, por lo que cargó con la derrota. En su tercera apertura, nuevamente contra los Yanquis de Nueva York, lanzó seis entradas sin permitir carreras, solo ocho hits, dos bases por bolas y ponchó a dos bateadores en la victoria. En total para la temporada 2009, registró una marca de 2-3 con una alta efectividad de 7.46 en seis juegos, cuatro de ellos juegos iniciados.
En abril de 2010, Tazawa se sometió a una cirugía para reconstruir un ligamento del codo (cirugía Tommy John) y no jugó en todo el año. Comenzó la temporada 2011 en la lista de lesionados de 60 días, pero finalmente regresó a lanzar en tres juegos para los Medias Rojas en 2011.
Tazawa inició la temporada 2012 en Clase AAA antes de ser llamado a Grandes Ligas el 18 de abril para reemplazar a Mark Melancon. Fue uno de los pocos puntos brillantes del equipo en una difícil temporada 2012, registrando 1.43 de efectividad en 44 entradas lanzadas. El 26 de abril de 2012 contra los Medias Blancas de Chicago, Tazawa lanzó las últimas tres entradas para registrar su primer salvamento profesional.
En mayo de 2013, Tazawa fue nombrado cerrador provisional del equipo después de las lesiones de Joel Hanrahan y Andrew Bailey. A fines de julio, se había establecido como el relevista principal junto al nuevo cerrador Koji Uehara. Continuó en ese rol a lo largo de la temporada hasta la Serie Mundial, donde ayudó a los Medias Rojas a ganar el campeonato de la temporada 2013. En 13 apariciones en postemporada, Tazawa permitió solo una carrera, y obtuvo la victoria en el decisivo Juego 6 de la Serie de Campeonato de la Liga Americana.

### Miami Marlins
El 16 de diciembre de 2016, Tazawa firmó un contrato por dos años y $12 millones con los Marlins de Miami. En su primera temporada con el equipo, registró una marca de 5-3 con 5.69 de efectividad en 55 1⁄3 entradas lanzadas.

### Generales de Durango
El 4 de mayo de 2022, Tazawa fue anunciado por la directiva de los Generales de Durango donde se convertio en el nuevo cerrador estelar, llegó procedente de los Dragones de China en la Liga de Taiwán, en donde salvó 30 juegos y mostró su recta arriba de las 95 millas, además de utilizar su mortífero “Tenedor”. El 23 de junio de 2022 Generales de Durango lo dio de baja, con 13 apariciones, 11 Ponches y solamente 3 salvamentos

## Estilo de lanzar
Tazawa posee tres lanzamientos principales: una recta de 92-95 millas por hora, una curva de 73-77 millas por hora y una forkball/splitter de 86-88 millas por hora.